# Штайнбах (Айхсфельд)
Штайнбах (нем. Steinbach) — община в Германии, в земле Тюрингия.
Входит в состав района Айхсфельд. Подчиняется управлению Лайнеталь. Население составляет 563 человека (на 31 декабря 2010 года). Занимает площадь 8,48 км².